# Sphaeridia pumilis
Sphaeridia pumilis is een springstaartensoort uit de familie van de Sminthurididae. De wetenschappelijke naam van de soort is voor het eerst geldig gepubliceerd in 1898 door Krausbauer.